# Ecuador-Totenkopfaffe
Der Ecuador-Totenkopfaffe (Saimiri macrodon) ist eine Primatenart aus der Gruppe der Neuweltaffen. Sie kommt im westlichen Amazonasbecken vor.

## Merkmale
Der Ecuador-Totenkopfaffe erreicht eine Kopf-Rumpf-Länge von 25 bis 32 cm und hat einen 34 bis 44 cm langen Schwanz. Das Gewicht liegt bei 835 bis 1380 g bei den Männchen und bei 590 bis 1150 g bei den Weibchen. Äußerlich ähnelt er stark dem Guyana-Totenkopfaffen (Saimiri sciureus), hat jedoch einen dunkleren Rücken. Die Fellfarbe ist olivgrau mit einem orangefarbenen Einschlag. Die Körperseiten, die Innenseiten von Armen und Beinen und die Schwanzunterseite sind heller. Das Schwanzende ist auf der Oberseite schwärzlich. Füße und Hände sind kräftig gelb-orange gefärbt. Die Bauchseite ist hell gelblich-weiß. Die Mundregion ist schwarz, die Region rund um die Augen, die Ohren, Wangen, Kehle und der obere Brustbereich sind weiß. Der weiße Bereich über dem Auge ist hochgezogen („gotischer Typ“). Die Ohren sind leicht behaart und spitz.

## Lebensraum und Lebensweise
Ecuador-Totenkopfaffen kommen in Regenwäldern in Höhen von 200 bis 500, maximal bis 1200 Metern vor. Sie leben meist in saisonal überschwemmten Wäldern und bevorzugen dichte Vegetation. Im Terra-Firme-Wald außerhalb des Überschwemmungsregimes der großen Flüsse und in hügeligen oder bergigen Regionen abseits von Flüssen oder Seen sind sie selten oder fehlen. Sie ernähren sich von Früchten und Kleintieren. Darunter sind Feigen und die Früchte der Ameisenbäume und der Palmengattung Euterpe. Ecuador-Totenkopfaffen leben in Gruppen von 18 bis 50 Tieren und bilden auch temporäre Gemeinschaften mit Gruppen von Kapuzineraffen. Die Fortpflanzung und sonstige Verhaltensweisen sind bisher nicht näher erforscht worden.

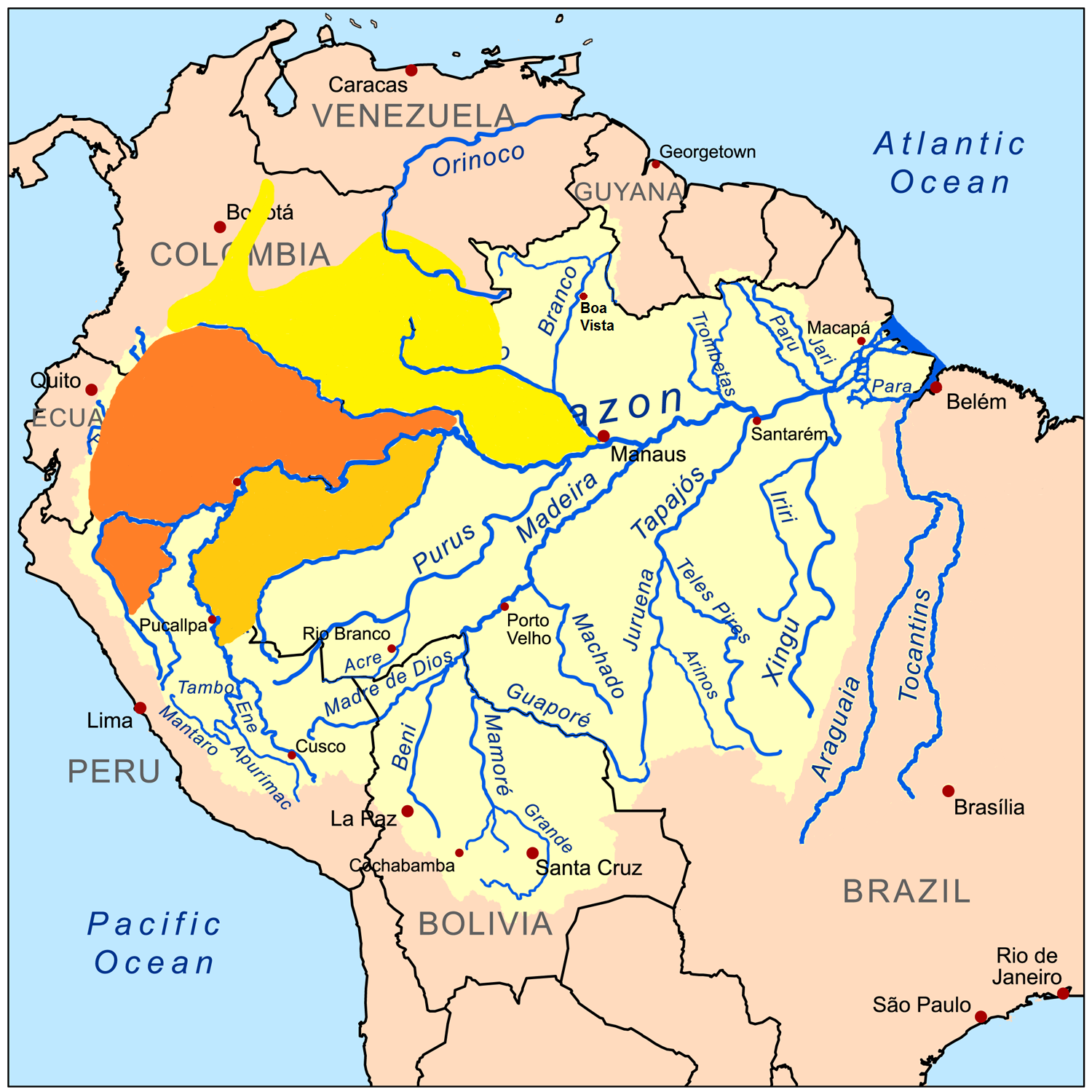
Orange – das Verbreitungsgebiet des Ecuador-Totenkopfaffen.
Die Population in dem ockerfarbenen Gebiet steht genetisch dem Humboldt-Totenkopfaffen (gelb) näher als den übrigen Ecuador-Totenkopfaffen.

## Verbreitung und Systematik
Der Ecuador-Totenkopfaffe wurde 1907 durch den US-amerikanischen Zoologen Daniel Giraud Elliot beschrieben. Die Typuslokalität liegt am oberen Río Pastaza in den ecuadorianischen Anden. Lange Zeit galt er als Synonym von Saimiri sciureus, bzw. wurde dieser Art als Unterart zugeordnet. Er ist jedoch genetisch verschieden und unterscheidet sich durch sechs Paare akrozentrischer Chromosomen (Chromosom mit fast endständiger Lokalisation des Centromers) von S. sciureus. Der Ecuador-Totenkopfaffe kommt im westlichen Amazonasbecken, östlich der Anden zwischen Rio Japurá und Río Apaporis im Norden und Río Marañón und Solimões im Süden vor. Außerdem in einem dreieckigen Gebiet in der peruanischen Region Loreto, die vom Río Marañón und dem Río Huallaga umschlossen wird. Das Verbreitungsgebiet umfasst also den Osten Ecuadors, den Südosten Kolumbiens, den Norden Perus und eine Region im Nordwesten Brasiliens.
Gegenwärtig werden auch die Totenkopfaffen, die zwischen Solimões und Rio Juruá vorkommen, in die Art Saimiri macrodon gestellt. Sie sind jedoch die Schwestergruppe von Saimiri cassiquiarensis cassiquiarensis, der Nominatform des Humboldt-Totenkopfaffen (S. cassiquiarensis). Die aus beiden gebildete Klade ist die Schwestergruppe des Pusch-Totenkopfaffen (S. cassiquiarensis albigena), der zweiten heute anerkannten Unterart des Humboldt-Totenkopfaffen. In der gegenwärtigen Zusammensetzung ist der Ecuador-Totenkopfaffe also ein polyphyletisches Taxon und die Population zwischen Solimões und Rio Juruá müsste ausgegliedert und dem Humboldt-Totenkopfaffen als dritte Unterart zugeordnet werden.

## Gefährdung
Der Ecuador-Totenkopfaffe ist weit verbreitet und gegenwärtig ungefährdet. Er kommt in verschiedenen Schutzgebieten vor, u. a. im Nationalpark Yasuní und im Naturreservat Cuyabeno in Ecuador.